# أسكيا إسحاق الثاني
كان أسكيا إسحاق الثاني حاكم إمبراطورية سونغاي من عام 1588 إلى عام 1591.
وصل إسحاق إلى السلطة بعد صراع طويل على العرش بين أفراد الأسرة الحاكمة بعد وفاة أسكيا داود . بعد استشعار ضعف الإمبراطورية، قام السلطان المغربي أحمد المنصور السعدي بإرسال قوة مكونة من 4000 رجل تحت قيادة جودار باشا عبر الصحراء الكبرى في أكتوبر 1590. على الرغم من أن إسحاق جمع أكثر من 40.000 جندي لمواجهة المغاربة ، إلا أن جيشه هرب بسبب أسلحة البارود التي استعملها العدو في معركة تونديبي الحاسمة في مارس 1591 ؛ سرعان ما قام جودار بالاستيلاء على جاو عاصمة سونغهاي ونهبها بالإضافة إلى المراكز التجارية في تمبكتو وجيني ، مما تسبب في انهيار الإمبراطورية.